# 羊背岩
羊背岩（ようはいがん）とは、基盤岩が氷河の侵食作用（氷食）によって凸地形に変形したものを指す。岩の起伏が波状を示している、または連続して群れをなしているような場合は羊群岩と呼ばれることもある。他に、氷食円頂丘、ロッシュムトネなどの訳語も用いられている。

## 概要
岩盤は氷河流動になじむように全体的に丸く研磨される。動体力学的に上流側が丸くなり、下流側はブロック状に剥ぎ取られる。このように、上流と下流とで形が大きく異なるため、羊背岩の形状から氷河の流動方向を知ることができる。
また、研磨侵食によってできた羊背石などが平面的にあらわれると羊背石原がつくられる。
羊背石原が示す方向は、氷河の流れる進行方向と一致し、その上には氷河によってできた擦痕や条線がたくさん残っている。
羊背岩は、大陸氷河で形成される場合が多いが、山岳氷河でも観察されている。羊背岩間の凹地には、氷河が消えたのち小池が形成されることもある。

## 羊背石を生みだす研磨侵食について
研磨侵食は、氷河氷が基盤の岩石を研ぎ磨き、また削り取っていく作用のことである。粗い岩石の砕屑物や、砂やすり潰された細かい岩石が混じった氷河氷は、突き出ている岩を削って滑らかにし、氷河の底を研磨していく。氷河流をせき止める障害物のところでは、圧力が増すために、この研磨作用の効果が大きく出る。この作用は別名「磨食」とも言われる。研磨作用は、氷河の侵食作用（移動を繰り返す氷河氷の地形形成や変形作用）の一種であり、他には裂きちぎり侵食、掘削侵食がある。
上記の通り、羊背岩地形は氷河氷の侵食によって形成されるが、古い楯状地における羊背岩地形は、氷河が研磨侵食をしていった結果ではなく、内陸氷河が第三紀の風化層を押しのけて、基底羊背岩を露出させ、これらになお少しだけ作用して羊背岩を作ったという見解がある。

## 語源
18世紀末頃、オラス・ド・ソシュールがアルプスにて発見、命名した。当時、世間では子羊の油で滑らかにしたカツラが使用されており、岩の表面の波打つ模様がそれと似ていることからフランス語でroches moutonnéeと名付けられ、1840年、ルイ・アガシーによって述語化された。

## 地形
擦痕（さっこん）や溝型が刻まれた研磨面は、緩やかに逆傾斜した上流側にのみ見られる。一方下流側では、氷河のはぎ取り作用（プラッキング）によって大きく削られるため、急な破断面を現す。
平面形は氷河の流向方向にややのびた楕円、または長方形に近い場合と、長さと幅がほぼ同じ場合とがある。大きさは、長さ、高さがともに1m程度のものから、長さ10～20m、高さ数メートルのものまで存在し、その規模は様々である。巨大なものはルントリンゲと呼ばれ、長さ数百メートルから数キロメートル、高さは数十メートルにも及ぶ。節理の発達した花崗岩や結晶質岩で構成された地域では、大規模なものが形成されやすい。
また、上流側の斜面よりも下流側がさらに長くのびたものは、ホエールバックと呼ばれる。これと同様の特徴を示すものとして、D.L.Lintonが提唱した岩石ドラムリンが挙げられる。

## 事例
日本の例
北アルプスの黒部五郎岳や白馬岳の荒平カール、日高山脈の幌尻岳など。
羊背岩及び瘤状岩地形
カナダやフィンランドにおける湖水に満たされた広い羊背岩及び瘤状岩地形。
これらは、発生の要因が氷河の浸食作用だけではないとされる可能性が高い。つまり、前時代の熱帯性の気候の下、化学的深層風化を受けて羊背岩地形があらかじめ形成されていた。そして、長い年月により、古い風化層が押しのけられ、基底羊背岩が露出し、それらが変形をして丸く盛り上がった岩石の面になっていったとされる。ここでは削り取り作用は選択的に行われたということになる。
シェーレン（沈水した羊背岩地形）
シェーレンとは、内陸氷河により、またさらに地形形成作用を受けて、研磨されて平たく盛り上がっていった小さな島々のことをいう。分布するのは主に、氷食作用を受けた地域の海岸で、群を成している。
例
- ノルウェーのシェーレン庭
- スカンディナヴィア沿岸の前方のシェーレン
- スウェーデンからフィンランドにかけてのバルト海沿岸のシェーレン海岸　など